# Flight operations quality assurance
La Flight operations quality assurance (FOQA, garanzia della qualità delle operazioni di volo), chiamata anche Flight Data Monitoring (FDM, monitoraggio dei dati di volo), è un metodo per acquisire, analizzare e rappresentare visivamente i dati generati da un aeromobile che si muove in volo da un punto all'altro.
Tale analisi aiuta a trovare nuovi modi per migliorare la sicurezza del volo e aumentare l'efficienza operativa nel suo complesso. Molteplici compagnie aeree e aeronautiche hanno avviato programmi diFOQA per raccogliere, archiviare e analizzare i dati di volo registrati. Il loro obiettivo è quello di aumentare l'efficacia della manutenzione e di ridurre i costi operativi.

## Acronimi
- FOQA = flight operational quality assurance,
- FDM = flight data monitoring,
- FDA = flight data analysis,
- MOQA = maintenance operational quality assurance,
- MFOQA = military flight operational quality assurance,
- SOQA = simulator operational quality assurance,
- CFOQA = corporate flight operational quality assurance,
- HFDM = helicopter flight data monitoring,
- HOMP = helicopter operational monitoring program.

## Applicazioni
L'allegato 6 dell'ICAO ha introdotto l'obbligo per tutte le compagnie aeree di implementare programmi di monitoraggio dei dati di volo (FDM), ma nel rispetto della legge regionale ad esse applicabile. Il perimetro del sistema di registrazione e analisi include tanto le manovre del pilota quanto le azioni indotte dai sistemi presenti a bordo dell'aeromobile.
In India, la Direzione generale dell'aviazione civile (DGCA) ha reso obbligatoria per tutti gli operatori aerei l'analisi dei dati di volo per motivi di sicurezza interna agli aeromobili. Le istruzioni indicano chiaramente la necessità di istituire un dipartimento di sicurezza del volo per tutti gli operatori di linea. Gli operatori non di linea sono tenuti a presentare una relazione semestrale alla DGCA.
L'Agenzia europea per la sicurezza aerea (EASA) ha definito la relativa specifica all'interno della sezione UE-OPS 1.037. Invece, la Federal Aviation Administration statunitense ha concesso una deroga per gli operatori commerciali.
Il 28 aprile 2008, Douglas Carr, allora vicepresidente della National Business Aviation Association (NBAA), dichiarò:
(Douglas Carr, conferenza annuale dell' Aviation Insurance Associatio, Nashville, 28 aprile 2008)
Nonostante la natura non coercitiva del provvedimento, la FAA ha comunque pubblicato una definizione di FOQA, seguita nell'agosto del 2006 dai requisiti di validazione e omologazione. Ancora nel 2006, il documento affermava:
(Volume 1, capitolo 5, sezione 2, pp. 1-221)